# Óleo de melaleuca

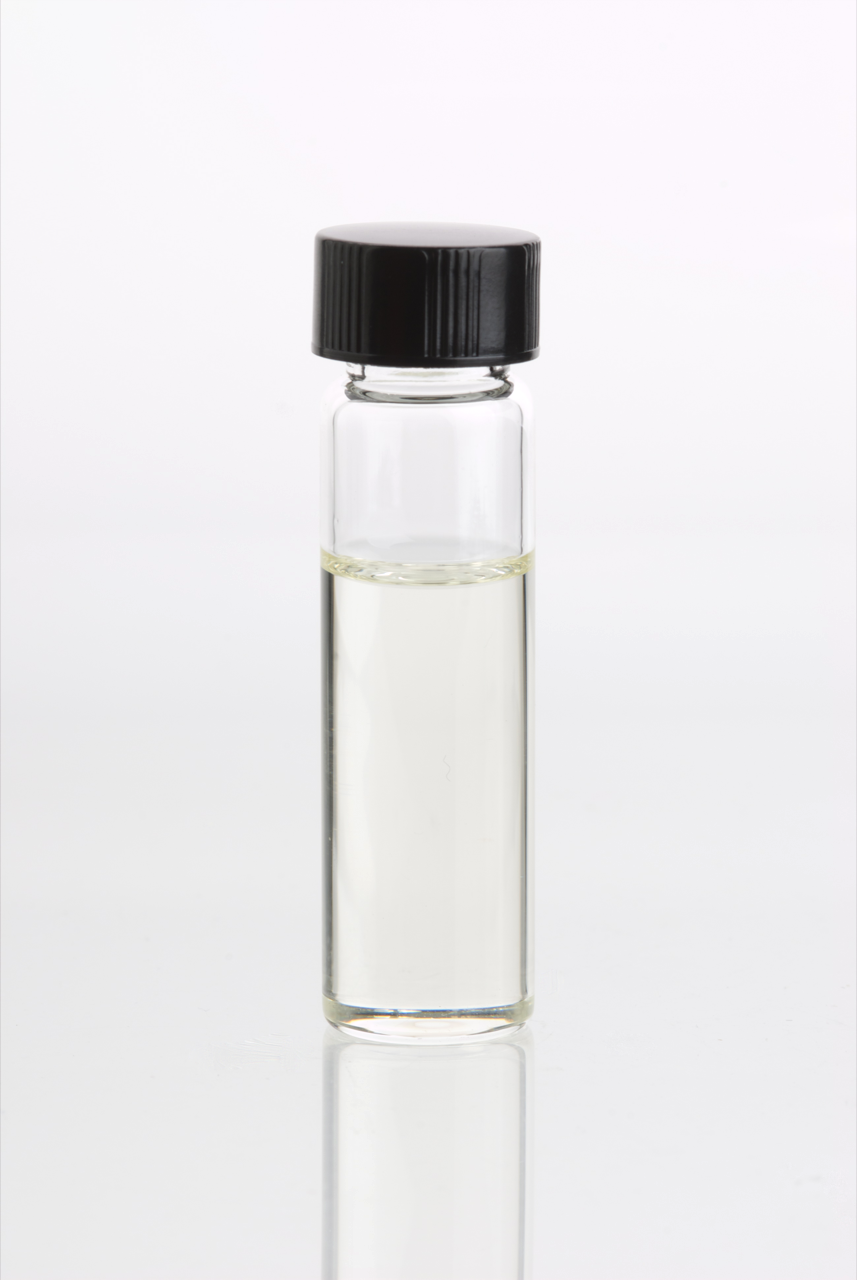

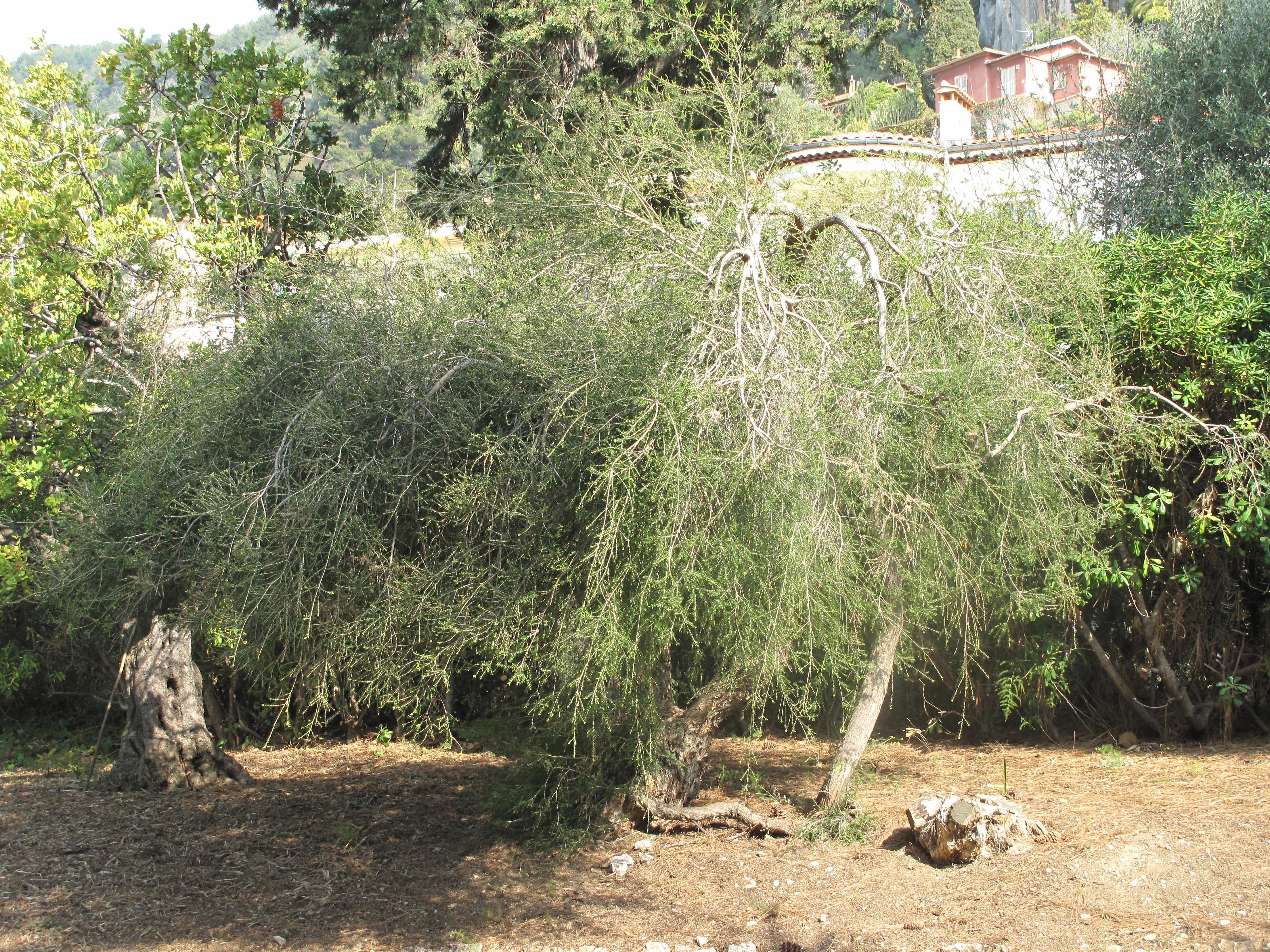
A fonte deste óleo essencial, a Melaleuca alternifolia.

O óleo de melaleuca (tea tree oil),é uma substância retirada das folhas da árvore  Melaleuca alternifolia, que é nativa da Nova Gales do Sul, Austrália. É utilizado na medicina como antisséptico e no tratamento de algumas doenças da pele, como acne.

## Origem e História
Da melaleuca é extraído o óleo aromático com propriedades antissépticas, que é usado para desinfecões e pequenas curas.
Devido às suas qualidades curativas, o óleo de melaleuca é usado por aborígenes da Austrália há milhares de anos. No uso tradicional as folhas da melaleuca eram esmagadas com lama, resultando em uma pasta que é aplicada no tratamento de cortes e infecções da pele.
Existem relatos de histórias sobre uma lagoa mágica com poderes medicinais, onde aborígenes se banhavam para curar feridas e afecções. Este local, na verdade, tratava-se apenas de um alagadiço onde caíam as folhas de melaleuca, possibilitando banhos com suas propriedades medicinais.
Embora o óleo de melaleuca seja utilizado por povos da Oceania desde tempos remotos, o uso só foi registrado oficialmente na década de 1920, quando as análises efetuadas comprovaram a sua eficácia.
Durante a Segunda Guerra Mundial, os soldados australianos usavam-no como desinfetante de ferimentos provocados no combate.

## Uso anti-acne
O óleo de melaleuca possui ação antimicrobiana ampla e, consequentemente, eficácia cientificamente comprovada no uso em formulações de tratamentos anti-acne.
Para entender a ação do óleo de melaleuca sobre a acne, é importante saber que a acne é causada pelo aumento da secreção de sebo pelas glândulas sebáceas em conjunto com o acúmulo de células mortas que leva à obstrução dos poros da pele.
Sem ser expelido, o sebo acumulado libera algumas substâncias que causam irritação da pele e inflamação local: um meio propício para bactérias se desenvolverem – em especial a Propionibacterium acnes que é a causadora da acne.
A ação antimicrobiana do óleo de melaleuca elimina bactérias como o Propionibacterium acnes, por isso é efetiva no tratamentos de casos de acne vulgar.